# ویوا کرووی
ویوا کرووی (انگلیسی: Wiwa Korowi؛ زادهٔ ۷ ژوئیهٔ ۱۹۴۸) سیاست‌مدار اهل پاپوآ گینه نو است. وی از ۱۸ نوامبر ۱۹۹۱ تا ۲۰ نوامبر ۱۹۹۷ فرماندار کل پاپوآ گینه نو بود.